# 울트라 시리즈

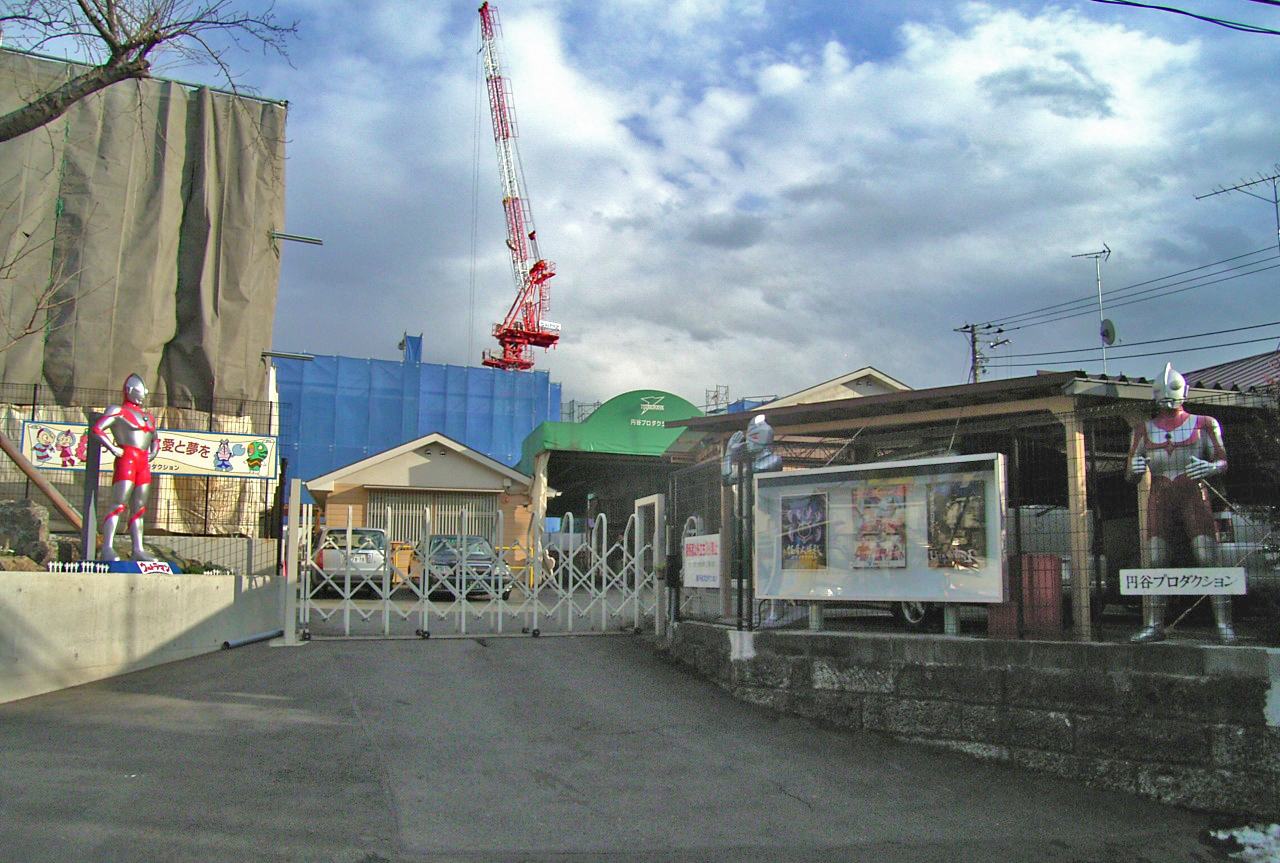

울트라 시리즈는 츠부라야 프로덕션에서 제작하고 1966년 1월 2일 일요일 오후 7시부터 방영한 특촬물 시리즈이다. 울트라맨이 괴물과 외계인과 싸우는 이야기이다.
울트라 시리즈는 TBS가 1966년 1월 2일부터 일요일 19:00 - 19:30 개의 프로그램 범위에서 제작, 방영된 TV 특촬 작품 시리즈 "공상 특촬 시리즈"이다. 또는 츠부라야 프로덕션 이 TBS "울트라 시리즈"틀에서 제작 개시 한 이후 현재에 이르기까지 계속해서 텔레비전 특수 촬영 작품 시리즈이다.
2013년에 "가장 파생 텔레비전 시리즈가 만들어진 TV쇼"로 기네스 세계 기록 에 인정된 2015년에 그 기록을 갱신하고 있다.

## 시리즈 목록

### 쇼와 시리즈
- 울트라 Q - 1966
- 울트라맨 - 1966
- 울트라 세븐 - 1967
- 돌아온 울트라맨 - 1971
- 울트라맨 에이스 - 1972
- 울트라맨 타로 - 1973
- 울트라맨 레오 - 1974
- 더 울트라맨 - 1979
- 울트라맨 80 - 1980
- 극장판 울트라맨 스토리 - 1984

### 해외판
- 울트라맨 USA - 1987
- 울트라맨 그레이트 - 1990
- 울트라맨 파워드 - 1993

### 헤이세이 시리즈
- 헤이세이 울트라 세븐 - 1994
- 울트라맨 티가 - 1996
- 울트라맨 다이나 - 1997
- 극장판 울트라맨 티가 & 다이나 빛의 별의 전사들 - 1998
- 울트라맨 가이아 - 1998
- 극장판 울트라맨 가이아 재회 - 1999
- 울트라맨 나이스 - 1999
- 울트라맨 네오스 - 2000
- 극장판 울트라맨 티가 파이널 오디세이 - 2000
- 울트라맨 코스모스 - 2001
- 극장판 울트라맨 코스모스 THE FIRST CONTECT - 2001
- 극장판 울트라맨 코스모스 THE BLUE PLANET - 2002
- 극장판 울트라맨 코스모스 THE FINAL BATTLE - 2003
- 울트라 Q 다크 판타지 - 2004
- 울트라맨 넥서스 - 2004
- ULTRAMAN - 2004
- 울트라맨 맥스 - 2005
- 울트라맨 뫼비우스 - 2006
- 극장판 울트라맨 뫼비우스 & 울트라 형제 - 2006
- 극장판 대결전! 초 울트라 8형제 - 2008
- 울트라 세븐 X - 2007
- 울트라 갤럭시 대괴수배틀 - 2007
- 울트라 갤럭시 대괴수배틀 NEO - 2008
- 극장판 대괴수배틀 울트라 은하전설 THE MOVIE - 2009
- 울트라맨 제로 VS 다크롭스 제로 - 2010
- 극장판 울트라맨 제로 더 무비 초결전! 베리얼 은하제국 - 2010
- 울트라맨 열전 - 2011
- 킬러 더 비트 스타 - 2011
- 극장판 울트라맨 사가 - 2012
- 울트라 제로 파이트 - 2012
- 신 울트라맨 열전 - 2013
- 울트라맨 긴가 - 2013
- 울트라맨 긴가 극장스페셜 - 2013
- 울트라맨 긴가 극장스페셜 울트라 괴수☆히어로 대난전 -
- 울트라맨 긴가 S - 2014
- 울트라맨 리부트 - 2014 (애니메이션)
- 극장판 울트라맨 긴가 S 결전! 울트라 10용사 - 2015
- 울트라 파이트 빅토리 - 2015
- 울트라맨 X - 2015
- 극장판 울트라맨 X 왔다! 우리들의 울트라맨 - 2016
- 울트라맨 오브(Orb) - 2016
- 울트라맨 제로 더 크로니클 - 2017
- 울트라맨 지드(Geed) - 2017
- 울트라맨 R/B - 2018
- 울트라맨 타이가 - 2019
- 울트라맨 Z - 2020
- 울트라맨 트리거: NEW GENERATION TIGA - 2021
- 울트라맨 데커 - 2022
- 울트라맨 블레이자 - 2023
- 울트라맨 아크 - 2024
- 울트라맨 오메가 - 2025